# Chiesa di Santa Maria Podone
La chiesa di Santa Maria Podone è un luogo di culto greco ortodosso di Milano situato in piazza Borromeo 6, in pieno centro storico, a pochi passi dal Cordusio.

## Storia
Si tratta di una delle più antiche chiese di Milano, essendo stata fondata durante il nono secolo. Risulta infatti già consacrata nell'anno 871, secondo quanto trovato in un'antica pergamena di quell'anno.
La chiesa ha questo nome in quanto il terreno sulla quale venne edificata fu donato da un nobiluomo milanese, un certo Vuerolfo detto Pedone o Podone, figlio di Ercmario di Milano.
Nel corso dei secoli ha subito varie modificazioni, per esempio la cappella fu aggiunta solo nel 1440 ad opera dei Borromeo, e il campanile è cinquecentesco, opera di Pellegrino Tibaldi.
Il Capitolo di Santa Maria Podone fu soppresso nel 1810.
Dal 13 ottobre 2012 ospita la chiesa Ortodossa d'Italia.
Il 15 maggio 2013 ha ricevuto il patriarca di Costantinopoli Bartolomeo I nel corso della sua visita alla città di Milano

## Descrizione

### Facciata

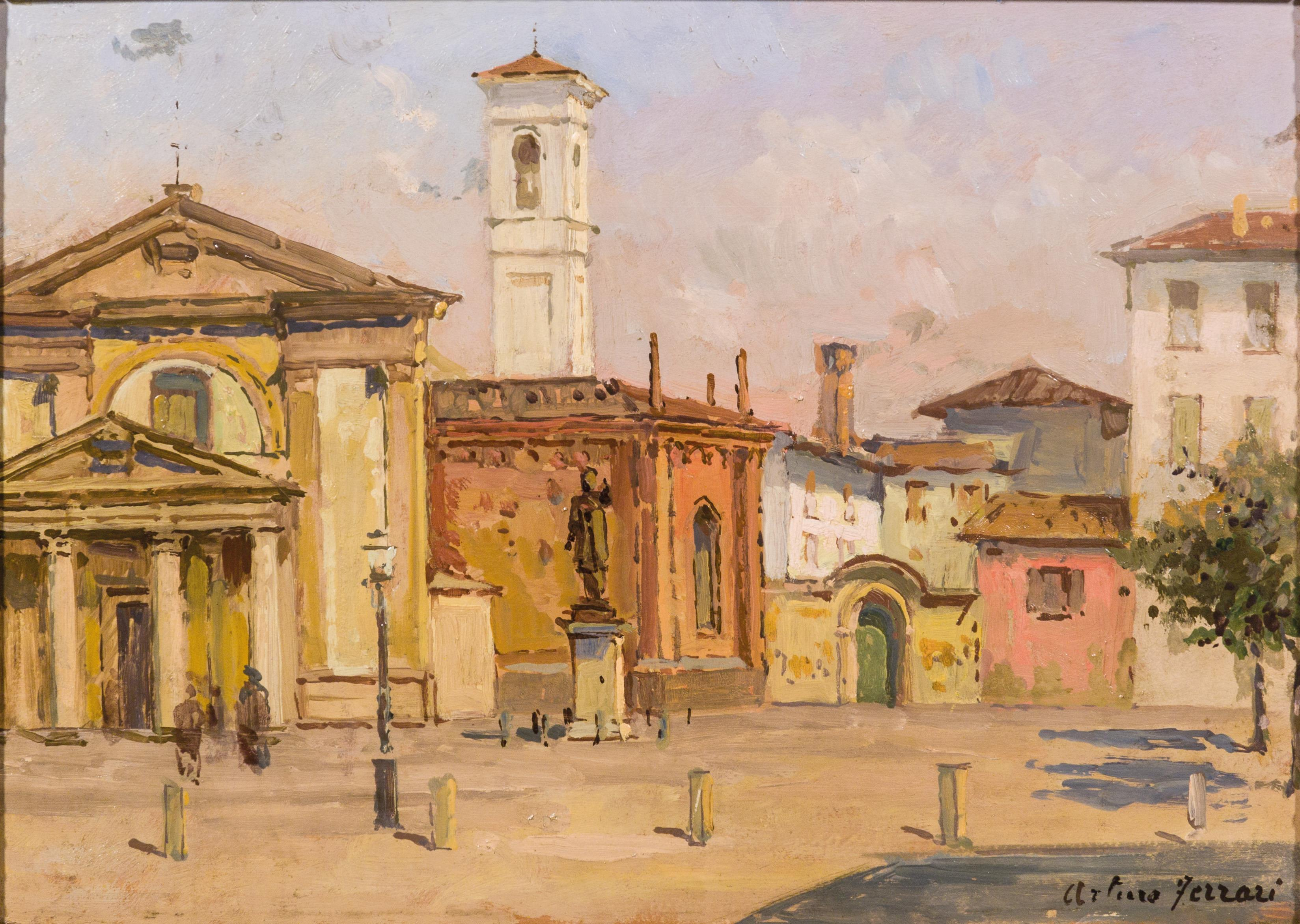
La chiesa e la piazza in un dipinto di Arturo Ferrari (1919)

La facciata a capanna barocca della chiesa di Santa Maria Podone, opera di Fabio Mangone che la realizzò fra il 1628 e il 1634 è delimitata ai due lati da due coppie di robuste lesene con capitelli corinzi, ognuna avente al centro una finestra rettangolare con cornice marmorea. Il protiro neoclassico sorretto da quattro colonne marmoree accoglie l'antico portale d'accesso alla chiesa, donato dal cappellano Ambrogio di Pietro e realizzato da Samuele e Policleto Luvoni. Sopra il grande finestrone, entro il timpano triangolare che corona la facciata, vi è lo stemma della famiglia Borromeo.

### Interno

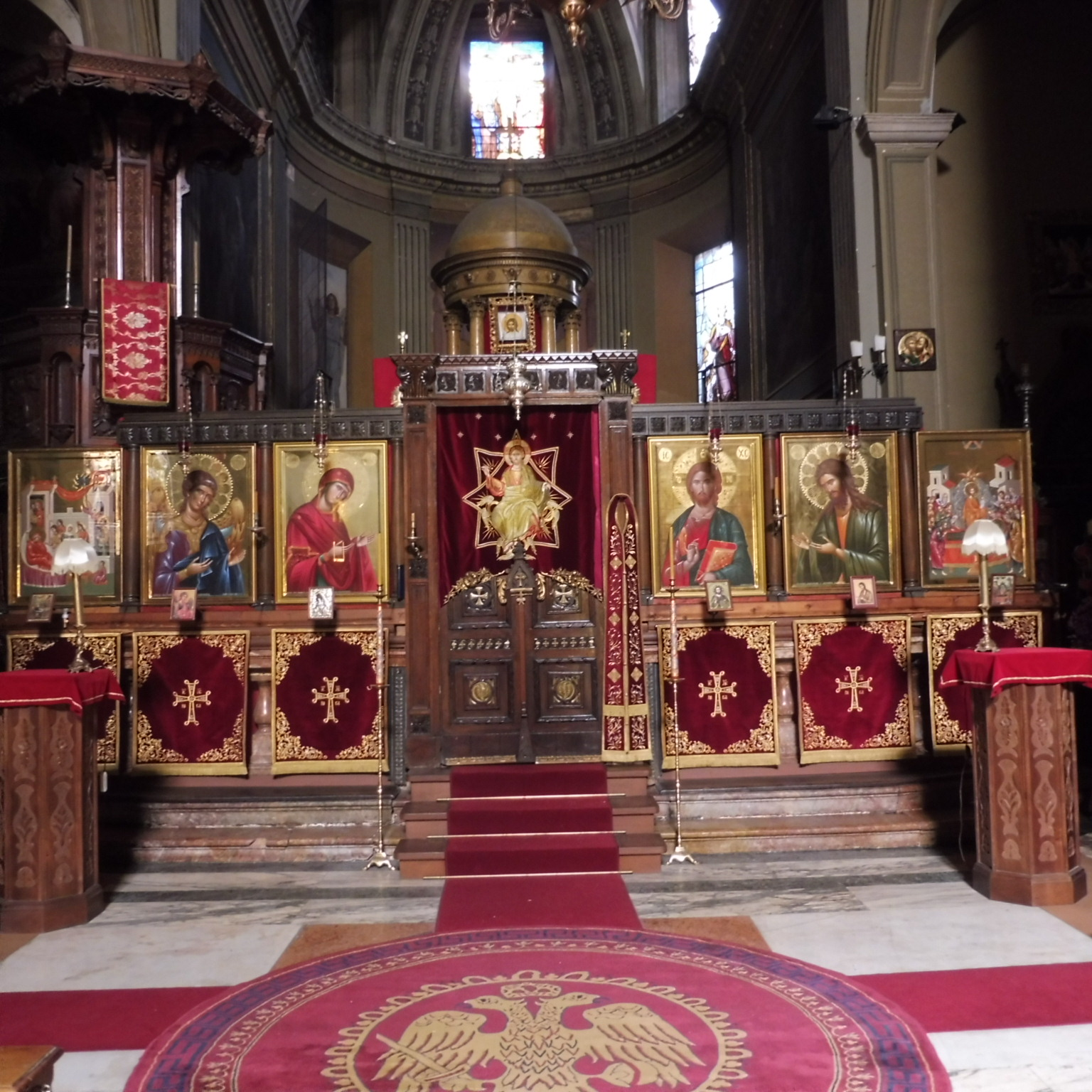
L'iconostasi, che nelle chiese in cui si celebra in rito bizantino separa il presbiterio, detto bema, dall'aula

L'interno della chiesa, originariamente a tre navate ognuna terminante con un'abside semicircolare, mantiene intatta la sua struttura, ma i vari restauri gli hanno donato l'attuale (2011) aspetto barocco. Lungo le navate laterali si aprono due cappelle, una per ogni lato: la cappella che si affaccia sulla navata destra, più antica, è la cappella della Sacra Famiglia, già della famiglia Borromeo, ed ha un'abside poligonale con monofore gotiche; la cappella di sinistra, invece, già dedicata a Santa Giustina, adesso è dedicata al Crocifisso. Sempre sulla navata di sinistra, si apre anche una cappella più piccola, realizzata nel 1859 da Carlo Cerada e dedicata alla Madonna del Parto con, sopra l'altare, un affresco raffigurante Maria attribuito a Michelino da Besozzo; sul lato opposto, nella navata destra, vi è l'altare di San Renato con le reliquie del santo martire. Nella controfacciata della navata centrale si trova l'organo a canne costruito dalla ditta Balbiani-Vegezzi-Bossi nel secondo dopoguerra (le tastiere si trovano dietro l'altare principale). L'abside maggiore, completamente adibita a presbiterio e delimitata da una balaustra marmorea, accoglie, fra gli altri arredi, pulpito e il coro neogotici e l'altar maggiore barocco (1625-1629). Nell'abside della navata sinistra, sino ai restauri conservativi del 2004-2005 occultata da una parete intonacata, conserva ancora in ottimo stato gli affreschi quattrocenteschi raffiguranti l'Incoronazione della Vergine (nel catino) e la Crocifissione di Gesù.